# Митрова, Татьяна Алексеевна
Татьяна Алексеевна Митрова (род. 3 октября 1974, Иркутск) — российский экономист, приглашённый профессор Парижского института политических исследований, международный эксперт и исследователь в области развития глобальных энергетических рынков, руководитель научного направления «Прогнозирование развития мировой энергетики и мировых энергетических рынков с определением роли и места в них России» Института энергетических исследований Российской академии наук. С 2017 по 2020 — директор Центра энергетики Московской школы управления «Сколково», с 2021 по февраль 2022 занимала должность научного руководителя.

## Биография
В 1994 году окончила Экономический факультет МГУ им. М. В. Ломоносова, в 2004 году защитила кандидатскую диссертацию в Российском государственном университете нефти и газа им. И. М. Губкина по теме «Основные тенденции эволюции зарубежных рынков природного газа».
Была доцентом кафедры энергетических и сырьевых рынков Факультета мировой экономики и политики ГУ-ВШЭ (Национальный исследовательский университет «Высшая школа экономики» (НИУ ВШЭ) в 2008—2014 годах, заведующей отделом развития нефтегазового комплекса России и мира в ИНЭИ РАН с 2011 по 2017 год, приглашенным исследователем Центра изучения и исследований нефти имени Короля Абдулы KAPSARC (King Abdullah Petroleum Studies and Research Center) в 2016—2017 годах.
Доцент кафедры системного анализа энергетических рынков Факультета Экономики и управления РГУ нефти и газа им. И. М. Губкина с 2008 года, приглашенный профессор Института политических исследований с 2014 года, старший научный сотрудник Оксфордского института энергетических исследований с 2015 года, старший приглашённый научный сотрудник Центра глобальной энергетической политики Колумбийского университета с 2016 года, с 2015 года — почетный научный сотрудник Института энергетической экономики Японии.
С 2013 года — член Международного консультативного совета Энергетической академии Европы (International Advisory Board Energy Academy Europe).
С 2011 года Т. А. Митрова — руководитель исследовательского проекта «Прогноз энергетики мира и России до 2040 года», с 2016 по 2018 гг. была директором Центра изучения мировых энергетических рынков ИНЭИ РАН, с 2018 года — руководитель научного направления «Прогнозирование развития мировой энергетики и мировых энергетических рынков с определением роли и места в них России» в ИНЭИ РАН.
В 2017 году назначена директором Центра энергетики Московской школы управления «Сколково». С 2021 года по февраль 2022 года занимала должность научного руководителя.
В 2008 году руководила коллективом, выполнявшим работы в рамках гранта Европейского Союза, предоставленного на исследование «Энергетическая безопасность с учетом неопределенности, рисков и экономических последствий»
В 2014 году в качестве руководителя проекта выполняла работы в рамках гранта Российского гуманитарного научного фонда «Разработка методологии и инструментария прогнозирования спроса на нефть и отдельные нефтепродукты в России и на ключевых экспортных рынках»
В 2015 году выполняла работы в рамках гранта Российского гуманитарного научного фонда, предоставленного на исследование «Исследование социокультурных, экологических и технологических аспектов перспектив экспорта энергоресурсов из России»

## Научная деятельность
В сфере научных интересов Т. А. Митровой — прогнозирование развития мировой энергетики и мировых энергетических рынков с определением роли и места в них России. В своих работах она анализирует развитие глобальных энергетических рынков и экспортно-импортную политику России в энергетической сфере, проводит анализ развития крупнейших зарубежных рынков природного газа, анализирует механизмы либерализации зарубежных рынков газа и выявляет её последствия — увеличение нестабильности цен, инвестиционный кризис и дефицит газа. Т. А. Митровой были выявлены основные тенденции эволюции газовых рынков, связанные с их расширением и интеграцией, определены основные риски при экспорте российского газа на зарубежные газовые рынки
Участник Программных комитетов научных конференций:
- 38-я международная конференция Международной ассоциации энергетических экономистов (International Association for Energy Economics (IAEE) 25 — 27 Мая 2015. Анталья, Турция[23];
- 2-я Евразийская конференция Международной ассоциации энергетических экономистов (International Association for Energy Economics (IAEE) «Энергетика в Евразии: экономические перспективы вызовов, рисков и возможностей». 12-14 Октября 2017 — Загреб, Хорватия[24];
- 15-я европейская конференция Международной ассоциации энергетических экономистов (International Association for Energy Economics (IAEE) «На пути к устойчивым энергетическим системам: эволюция или революция?». 3 по 6 сентября 2017 года, Конгресс-Центр Хофбурга, Вена, Австрия[25].

## Экспертная деятельность
Т. А. Митрова была экспертом Группы по энергобезопасности Экспертного Совета при Организационном Комитете по подготовке Саммита G8 в 2006 году, участник рабочей группы по глобальным энергетическим сценариям Мирового Энергетического Совета, участник программного комитета Б «Регулирование» Международного газового союза, член Консультационного Совета по газу Россия-ЕС, участник Энергодиалога Россия-ЕС, участник Энергодиалога Россия-Китай, участник Энергодиалога Россия-ОПЕК.
С 2013 по 2018 гг. — член Правительственной комиссии по вопросам топливно-энергетического комплекса, воспроизводства минерально-сырьевой базы и повышения энергетической эффективности экономики (преобразована в Правительственную комиссию по вопросам топливно-энергетического комплекса и повышения энергетической эффективности экономики 14 марта 2015 г.).
В 2014—2017 годах была членом Совета Директоров ПАО «Юнипро» (до июня 2016 года — ОАО «Э.ОН Россия»), с августа 2018 года — член Совета директоров глобальной технологической компании «Schlumberger NV», первая женщина из России в совете директоров глобальной публичной компании.

## Награды и премии
Научная работа Т. А. Митровой была отмечена премиями российских и международных научных организаций:
- В 2013 году за разработки в области прогнозирования развития мировой энергетики как научный руководитель была награждена премией за победу в X Общероссийском конкурсе молодежных исследовательских проектов в области энергетики «Энергии Молодости-2013» Ассоциации «Глобальная энергия»[35]
- В 2013 году была награждена премией Мирового энергетического конгресса World Energy Council’s 2013 «Tomorrow’s Energy Prize» в категории Exploring World Energy Scenarios за работу «The Global Energy Outlook 2040: The Potential Impact of Shale Oil and Gas Technological Breakthrough On The Liquid Fuel and Gas Market».[36]

## Семья
- Отец — Макаров Алексей Александрович, бывший директор Института энергетических исследований РАН.